# اجیا واروارا
اجیا واروارا (به لاتین: Agia Varvara, Paphos) یک منطقهٔ مسکونی در قبرس است که در ناحیه پافوس واقع شده‌است.

## خصوصیات
اجیا واروارا  ۳۹ نفر جمعیت دارد.